# Virgilio da Costa Hornai

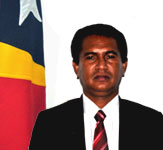
Virgilio da Costa Hornai

Virgilio da Costa Hornai (* 23. Mai 1973 in Lospalos, Portugiesisch-Timor) ist ein Politiker aus Osttimor und Mitglied der Partido Democrático (PD).
Hornai ist Hochschulabsolvent und Unternehmer. Von 2012 bis 2017 war er Abgeordneter im Nationalparlament Osttimors und hier Mitglied der Kommission für Gesundheit, Bildung, Kultur, Veteranen und Gleichstellung der Geschlechter (Kommission F). Bei den Wahlen 2017 wurde er nicht mehr auf der Wahlliste der PD aufgestellt und schied damit aus dem Parlament aus.